# 缅甸盖蛛
缅甸盖蛛（学名：Neriene birmanica）为皿蛛科盖蛛属的动物。分布于缅甸以及中国大陆的四川等地。该物种的模式产地在缅甸。